# Jan Baďura
Jan Baďura (11. července 1859 Lipník nad Bečvou - 14. května 1933 Osek nad Bečvou) byl moravský římskokatolický duchovní, spisovatel, vlastivědný pracovník a také dlouhodobý přispěvatel Záhorské kroniky.

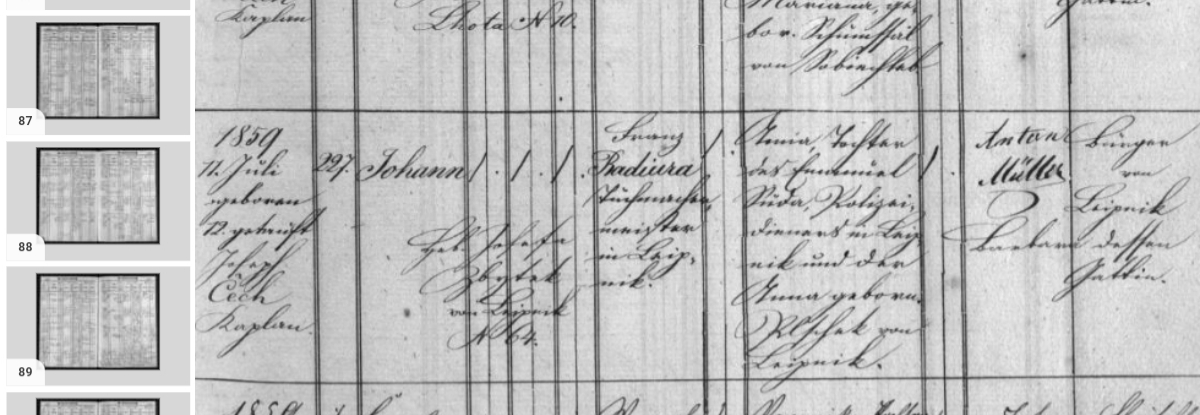
Matriční záznam o narození a křtu

## Život
Narodil se 17. července 1859 v Lipníku nad Bečvou do rodiny soukeníka Františka Baďury a jeho choti Anny roz. Sudové. 
Po ukončení piaristických škol v Lipníku byl na Slovanském gymnáziu v Olomouci. Když zde maturoval, chtěl jít studovat historii do Vídně, ale z finančních důvodů musel zůstat v Olomouci, kde navštěvoval bohosloveckou fakultu a začal studovat teologii. 
Po dokončení studií se stal roku 1889 kaplanem v Hranicích, kde působil do roku 1892, kdy byl ustanoven farářem v Týně nad Bečvou. V Týně nad Bečvou působil do roku 1901, kdy ho nahradil František Přikryl a posléze byl do roku 1905 knězem v Bělotíně.
Od února 1905 až do své smrti působil jako farář v Oseku nad Bečvou. Teprve zde se mohl plně věnovat studii historických pramenů a své vlastivědné práci.
Od listopadu roku 1909 přispíval do Záhorské kroniky, jeho první článek byl Vesničtí osedlí na panství helfštýnském.
Své badatelské výsledky zveřejňoval v různých regionálních časopisech, jako v již zmíněné Záhorské kronice nebo v Selském archivu.
Mezi jeho nejvýznamnější díla patří vydání Lipenského okresu ve Vlastivědě moravské. Publikace pojednává o hospodářských poměrech, náboženské a duchovní správě, školství a historii jednotlivých obcí a osad v lipenském okresu. Je taky doplněna řadou fotografií a obsahuje i okresní mapu od Josefa Eichlera.
Při svém historickém bádání v Rybářích uklouzl při prolézání věžičky v kapli a poranil si nohu, která se mu už nikdy nezahojila a do smrti kulhal.
Páter Jan Baďura zemřel v posledním místě svého působení Oseku nad Bečvou, dne 14. května 1933 ve věku 74 let. Pochován je ve svém rodném městě Lipníku nad Bečvou.